# Turn- und Sportgemeinschaft 1899 Hoffenheim 2023-2024
Questa voce raccoglie le informazioni riguardanti il Turn- und Sportgemeinschaft 1899 Hoffenheim nelle competizioni ufficiali della stagione 2023-2024.

## Maglie e divise
| Casa | Trasferta | Terza divisa |

## Rosa
Aggiornata al 22 gennaio 2024  
  In corsivo i calciatori ceduti durante la stagione 
| N. |                        | Ruolo | Calciatore         |
| -- | ---------------------- | ----- | ------------------ |
| 1  | Germania (bandiera)    | P     | Oliver Baumann     |
| 3  | Rep. Ceca (bandiera)   | D     | Pavel Kadeřábek    |
| 5  | Turchia (bandiera)     | D     | Ozan Kabak         |
| 6  | Germania (bandiera)    | C     | Grischa Prömel     |
| 7  | Germania (bandiera)    | A     | Mërgim Berisha     |
| 8  | Germania (bandiera)    | C     | Dennis Geiger      |
| 9  | Togo (bandiera)        | A     | Ihlas Bebou        |
| 10 | Paesi Bassi (bandiera) | A     | Wout Weghorst      |
| 11 | Austria (bandiera)     | C     | Florian Grillitsch |
| 14 | Germania (bandiera)    | A     | Maximilian Beier   |
| 15 | Ghana (bandiera)       | D     | Kasim Nuhu         |
| 16 | Germania (bandiera)    | C     | Anton Stach        |
| 17 | Germania (bandiera)    | C     | Julian Justvan     |
| 18 | Mali (bandiera)        | C     | Diadie Samassékou  |
| 19 | Rep. Ceca (bandiera)   | C     | David Jurásek      |
| 20 | Germania (bandiera)    | C     | Finn Ole Becker    |

| N. |                        | Ruolo | Calciatore          |
| -- | ---------------------- | ----- | ------------------- |
| 21 | Germania (bandiera)    | A     | Marius Bülter       |
| 22 | Germania (bandiera)    | D     | Kevin Vogt          |
| 23 | Stati Uniti (bandiera) | D     | John Anthony Brooks |
| 25 | Nigeria (bandiera)     | D     | Kevin Akpoguma      |
| 27 | Croazia (bandiera)     | A     | Andrej Kramarić     |
| 29 | Danimarca (bandiera)   | A     | Robert Skov         |
| 30 | Germania (bandiera)    | C     | Marco John          |
| 31 | Germania (bandiera)    | C     | Bambasé Conté       |
| 34 | Francia (bandiera)     | D     | Stanley Nsoki       |
| 36 | Germania (bandiera)    | P     | Nahuel Noll         |
| 37 | Germania (bandiera)    | P     | Luca Philipp        |
| 39 | Germania (bandiera)    | C     | Tom Bischof         |
| 40 | Germania (bandiera)    | C     | Umut Tohumcu        |
| 41 | Ungheria (bandiera)    | D     | Attila Szalai       |
| 48 | Germania (bandiera)    | D     | Joshua Quarshie     |

## Calciomercato

### Sessione estiva
| Acquisti         | Acquisti           | Acquisti       | Acquisti                    |
| R.               | Nome               | da             | Modalità                    |
| ---------------- | ------------------ | -------------- | --------------------------- |
| A                | Mërgim Berisha     | Augusta        | definitivo (14 milioni €)   |
| D                | Attila Szalai      | Fenerbahçe     | definitivo (12,3 milioni €) |
| C                | Anton Stach        | Magonza        | definitivo (11 milioni €)   |
| A                | Marius Bülter      | Schalke 04     | definitivo (3 milioni €)    |
| A                | Wout Weghorst      | Burnley        | prestito (1,5 milioni €)    |
| C                | Florian Grillitsch | Ajax           | gratuito                    |
| Altre operazioni |                    |                |                             |
| R.               | Nome               | da             | Modalità                    |
| D                | Stefan Posch       | Bologna        | fine prestito               |
| C                | Diadie Samassékou  | Olympiacos     | fine prestito               |
| D                | Lucas Ribeiro      | Ceará          | fine prestito               |
| D                | Marco John         | Greuther Fürth | fine prestito               |
| A                | Maximilian Beier   | Hannover 96    | fine prestito               |
| D                | Kasim Nuhu         | Basilea        | fine prestito               |
| D                | Melayro Bogarde    | PEC Zwolle     | fine prestito               |

| Cessioni         | Cessioni              | Cessioni         | Cessioni                   |
| R.               | Nome                  | da               | Modalità                   |
| ---------------- | --------------------- | ---------------- | -------------------------- |
| C                | Christoph Baumgartner | RB Lipsia        | definitivo (24 milioni €)  |
| C                | Angelo Stiller        | Stoccarda        | definitivo (5,5 milioni €) |
| D                | Stefan Posch          | Bologna          | definitivo (5 milioni €)   |
| A                | Munas Dabbur          | Shabab Al-Ahli   | definitivo (1,5 milioni €) |
| D                | Lucas Ribeiro         | Ceará            | gratuito                   |
| P                | Philipp Pentke        | Colonia          | gratuito                   |
| A                | Jacob Bruun Larsen    | Burnley          | prestito                   |
| C                | Muhammed Damar        | Hannover 96      | prestito                   |
| A                | Fisnik Asllani        | Austria Vienna   | prestito                   |
| C                | Sebastian Rudy        |                  | svincolato                 |
| C                | Ermin Bičakčić        |                  | svincolato                 |
| Altre operazioni |                       |                  |                            |
| R.               | Nome                  | da               | Modalità                   |
| D                | Angeliño              | RB Lipsia        | fine prestito              |
| A                | Kasper Dolberg        | Nizza            | fine prestito              |
| D                | Eduardo Quaresma      | Sporting Lisbona | fine prestito              |
| C                | Thomas Delaney        | Siviglia         | fine prestito              |
| D                | Justin Che            | FC Dallas        | fine prestito              |

### Sessione invernale
| Acquisti         | Acquisti      | Acquisti | Acquisti |
| R.               | Nome          | da       | Modalità |
| ---------------- | ------------- | -------- | -------- |
| D                | David Jurásek | Benfica  | prestito |
| Altre operazioni |               |          |          |
| R.               | Nome          | da       | Modalità |

| Cessioni         | Cessioni          | Cessioni      | Cessioni |
| R.               | Nome              | da            | Modalità |
| ---------------- | ----------------- | ------------- | -------- |
| D                | Kevin Vogt        | Union Berlino | n.d.     |
| C                | Julian Justvan    | Darmstadt     | prestito |
| D                | Attila Szalai     | Friburgo      | prestito |
| C                | Diadie Samassékou | Cadice        | prestito |
| Altre operazioni |                   |               |          |
| R.               | Nome              | da            | Modalità |

## Risultati

### Bundesliga

#### Girone di andata
| Arbitro: | Jablonski (Brema) |

|           |           |                                |
| Kabak 50’ | Marcatori | 39’ (aut.) Szalai 45+3’ Sallai |

| Arbitro: | Hartmann (Wangen) |

|                         |           |                                             |
| Beste 26’ Pieringer 58’ | Marcatori | 77’ Beier 80’ Kadeřábek 90’ (rig.) Kramarić |

| Arbitro: | Zwayer (Berlino) |

|                                 |           |                 |
| Brooks 45+2’ Beier 60’ Skov 74’ | Marcatori | 36’ Tiago Tomás |

| Arbitro: | Siebert (Berlino) |

|           |           |                                      |
| Selke 61’ | Marcatori | 1’ Kramarić 28’ Grillitsch 52’ Beier |

| Arbitro: | Aytekin (Oberasbach) |

|  |           |                               |
|  | Marcatori | 22’ (rig.) Kramarić 38’ Beier |

| Arbitro: | Badstübner (Norimberga) |

|                     |           |                                       |
| Kramarić 25’ (rig.) | Marcatori | 18’ Füllkrug 45+3’ Reus 90+5’ Ryerson |

| Arbitro: | Dingert (Lebecksmühle) |

|                        |           |                                  |
| Schmid 17’ Stage 90+1’ | Marcatori | 8’ Beier 29’ Prömel 90+2’ Bülter |

| Arbitro: | Jöllenbeck (Friburgo in Brisgovia) |

|          |           |                                      |
| Beier 3’ | Marcatori | 11’ Marmoush 23’ Knauff 45+3’ Skhiri |

| Arbitro: | Zwayer (Berlino) |

|                       |           |                                        |
| Führich 61’ Undav 74’ | Marcatori | 5’ Prömel 21’ (rig.) Weghorst 66’ Skov |

| Arbitro: | Willenborg (Osnabrück) |

|                        |           |                              |
| Stach 56’ Weghorst 58’ | Marcatori | 9’ Wirtz 45+1’, 70’ Grimaldo |

| Arbitro: | Brych (Monaco di Baviera) |

|               |           |              |
| Demirović 53’ | Marcatori | 23’ Weghorst |

| Arbitro: | Aytekin (Oberasbach) |

|          |           |             |
| Skov 48’ | Marcatori | 39’ Richter |

| Arbitro: | Reichel (Stoccarda) |

|                             |           |              |
| Pléa 58’ (rig.) Ngoumou 80’ | Marcatori | 61’ Weghorst |

| Arbitro: | Jöllenbeck (Friburgo) |

|                                           |           |               |
| Mašović 32’ (aut.) Kramarić 43’ Bebou 76’ | Marcatori | 90’ Paciência |

| Arbitro: | Schröder (Hannover) |

|                                          |           |           |
| Klostermann 34’ Forsberg 70’ Simakan 74’ | Marcatori | 42’ Kabak |

| Arbitro: | Willenborg (Osnabrück) |

|                                    |           |                              |
| Kramarić 14’ (rig.) Bebou 28’, 66’ | Marcatori | 23’ Pfeiffer 57’, 85’ Skarke |

| Arbitro: | Brand |

|                           |           |  |
| Musiala 18’, 70’ Kane 90’ | Marcatori |  |

#### Girone di ritorno
| Arbitro: | Stegemann (Niederkassel) |

|                                |           |                        |
| Höler 37’ Grifo 55’ Sallai 85’ | Marcatori | 57’ Weghorst 77’ Beier |

| Arbitro: | Welz (Wiesbaden) |

|                       |           |            |
| Kramarić 45+7’ (rig.) | Marcatori | 29’ Dinkçi |

| Arbitro: | Badstübner (Norimberga) |

|                       |           |                     |
| Majer 58’, 70’ (rig.) | Marcatori | 6’ Beier 66’ Prömel |

| Arbitro: | Dingert (Lebecksmühle) |

|                |           |               |
| Kramarić 90+4’ | Marcatori | 79’ Finkgräfe |

| Arbitro: | Hartmann (Wangen im Allgäu) |

|  |           |              |
|  | Marcatori | 84’ Aaronson |

| Arbitro: | Fritz (Korb) |

|                                |           |                         |
| Malen 21’ N. Schlotterbeck 25’ | Marcatori | 2’ Bebou 61’, 65’ Beier |

| Arbitro: | Jöllenbeck (Friburgo in Brisgovia) |

|               |           |              |
| Beier 8’, 44’ | Marcatori | 90+2’ Alvero |

| Arbitro: | Dankert (Rostock) |

|                                    |           |           |
| Koch 32’ Dina Ebimbe 50’ Götze 64’ | Marcatori | 6’ Brooks |

| Arbitro: | Stegemann (Niederkassel) |

|  |           |                                        |
|  | Marcatori | 16’ Millot 45+1’ Guirassy 68’ Leweling |

| Arbitro: | Aytekin (Oberasbach) |

|                          |           |           |
| Andrich 88’ Schick 90+1’ | Marcatori | 33’ Beier |

| Arbitro: | Exner (Munster) |

|                                     |           |               |
| Weghorst 17’ Kramarić 20’ Bebou 90’ | Marcatori | 61’ Demirović |

| Arbitro: | Zwayer (Berlino) |

|                                              |           |               |
| Burkardt 47’ Mwene 51’ Gruda 63’ Onisiwo 88’ | Marcatori | 19’ Kadeřábek |

| Arbitro: | Storks (Rasdorf) |

|                                               |           |                    |
| Weghorst 36’ Prömel 58’ Kabak 66’ Stach 90+1’ | Marcatori | 39’, 78’, 89’ Hack |

| Arbitro: | Stieler (Amburgo) |

|                                |           |                   |
| Stöger 34’, 64’ Passlack 45+2’ | Marcatori | 73’, 84’ Kramarić |

| Arbitro: | Osmers (Hannover) |

|              |           |           |
| Kramarić 90’ | Marcatori | 38’ Šeško |

| Arbitro: | Badstübner (Norimberga) |

|  |           |                                                     |
|  | Marcatori | 2’, 51’ Bebou 6’, 44’ Beier 22’ Kadeřábek 26’ Kabak |

| Arbitro: | Fritz (Korb) |

|                                 |           |                  |
| Beier 8’ Kramarić 68’, 85’, 87’ | Marcatori | 4’ Tel 6’ Davies |

### DFB-Pokal
| Arbitro: | Florian Lechner (Hornstorf) |

|                      |           |                                                 |
| Gözüsirin 34’ (rig.) | Marcatori | 42’, 60’ (rig.) Kramarić 69’ Bülter 76’ Justvan |

| Arbitro: | Osmers (Hannover) |

|          |           |  |
| Reus 43’ | Marcatori |  |

## Statistiche finali

### Statistiche di squadra
| Competizione      | Punti    | In casa | In casa | In casa | In casa | In casa | In casa | In trasferta | In trasferta | In trasferta | In trasferta | In trasferta | In trasferta | Totale | Totale | Totale | Totale | Totale | Totale | DR |
| Competizione      | Punti    | G       | V       | N       | P       | Gf      | Gs      | G            | V            | N            | P            | Gf           | Gs           | G      | V      | N      | P      | Gf     | Gs     | DR |
| ----------------- | -------- | ------- | ------- | ------- | ------- | ------- | ------- | ------------ | ------------ | ------------ | ------------ | ------------ | ------------ | ------ | ------ | ------ | ------ | ------ | ------ | -- |
| Bundesliga        | 46       | 17      | 6       | 5       | 6       | 31      | 31      | 17           | 7            | 2            | 8            | 35           | 35           | 34     | 13     | 7      | 14     | 66     | 66     | 0  |
| Coppa di Germania | 2º turno | 0       | 0       | 0       | 0       | 0       | 0       | 2            | 1            | 0            | 1            | 4            | 2            | 2      | 1      | 0      | 1      | 4      | 2      | +2 |
| Totale            |          | 17      | 6       | 5       | 6       | 31      | 31      | 19           | 8            | 2            | 9            | 39           | 36           | 36     | 14     | 7      | 15     | 70     | 68     | +2 |

### Andamento in campionato
| Giornata  | 1  | 2  | 3 | 4 | 5 | 6 | 7 | 8 | 9 | 10 | 11 | 12 | 13 | 14 | 15 | 16 | 17 | 18 | 19 | 20 | 21 | 22 | 23 | 24 | 25 | 26 | 27 | 28 | 29 | 30 | 31 | 32 | 33 | 34 |
| --------- | -- | -- | - | - | - | - | - | - | - | -- | -- | -- | -- | -- | -- | -- | -- | -- | -- | -- | -- | -- | -- | -- | -- | -- | -- | -- | -- | -- | -- | -- | -- | -- |
| Luogo     | C  | T  | C | T | T | C | T | C | T | C  | T  | C  | T  | C  | T  | C  | T  | T  | C  | T  | C  | T  | T  | C  | T  | C  | T  | C  | T  | C  | T  | C  | T  | C  |
| Risultato | P  | V  | V | V | V | P | V | P | V | P  | N  | N  | P  | V  | P  | N  | P  | P  | N  | N  | N  | P  | V  | V  | P  | P  | P  | V  | P  | V  | P  | N  | V  | V  |
| Posizione | 12 | 10 | 6 | 5 | 5 | 6 | 5 | 6 | 6 | 6  | 6  | 6  | 6  | 6  | 7  | 7  | 8  | 8  | 8  | 8  | 8  | 9  | 7  | 7  | 7  | 8  | 9  | 8  | 9  | 9  | 9  | 8  | 7  | 7  |

Legenda:

Luogo: C = Casa; T = Trasferta. Risultato: V = Vittoria; N = Pareggio; P = Sconfitta.